# Droste
Droste ist ein deutscher Familienname.

## Herkunft und Verbreitung
Der Familienname leitet sich ab vom Amt des Drosten. Das Drostenamt war im Mittelalter identisch mit dem Hofamt des Truchsesses, lat. dapifer, mittelhochdeutsch drotsete. Von solchen Ämtern, die dem Adel vorbehalten waren und mit der Zeit erblich wurden, übernahmen verschiedene Adelsfamilien in Westfalen den Namen Droste. Aus der Adelsfamilie Droste zu Hülshoff z. B. trägt letztere Amtsbezeichnung schon 1147 Everwinus Droste, dann der Ritter Engelbert von Deckenbrock (1266–1298) in Urkunden. Auch die Droste zu Vischering (Eigentümer des Erbdrostenhofes in Münster), die mit ihnen stammesverwandten Droste zu Senden und die Droste zu Erwitte mit ihrer Nebenlinie Droste zu Füchten besaßen wie die Droste zu Hülshoff ursprünglich einen anderen Familiennamen. Nur gelegentlich gab es verwandtschaftliche Verbindungen dieser ganz verschiedenen Familien.
Der Name Droste (ohne Zusatz) kommt in Norddeutschland und den Niederlanden  recht häufig vor, wobei auch eine Abstammung von nicht-legitimierten Nachkommen von Adelsfamilien vorliegen kann, meist aber nicht nachweisbar ist. Namensgeberin vieler Schulen, Straßen und kultureller Einrichtungen mit dem Namen „Droste“ – beispielsweise für die Droste-Hülshoff-Gymnasien – ist zumeist die Dichterin Annette von Droste-Hülshoff.

## Namensträger

### A
- Annette von Droste-Hülshoff (1797–1848), deutsche Schriftstellerin und Komponistin

### B
- Benedikt Wilhelm von Droste zu Erwitte († 1741), Landdrost und Domherr in Paderborn
- Bernd von Droste zu Hülshoff (* 1938), deutscher UNESCO-Beamter, Forstwirt und Ökologe
- Bernhard Droste (Architekt) (1927–2019), deutscher Architekt
- Bernhard II. von Droste zu Hülshoff (1542–1624), deutscher Politiker, Bürgermeister von Münster
- Bernhard III. von Droste-Hülshoff (1634–1700), deutscher Gutsbesitzer und Stammherr
- Bruno Droste (1918–1969), deutscher Komponist und Musiker

### C
- Carl Caspar von Droste zu Hülshoff (1843–1922), deutscher Offizier, Unternehmer und Gutsbesitzer
- Caspar Ferdinand Droste zu Füchten (1713–1774), deutscher Domherr
- Caspar Maximilian Droste zu Vischering-Padberg (1808–1887), preußischer Politiker
- Clemens von Droste zu Hülshoff (Landrat) (1881–1955), deutscher Landrat
- Clemens-August I. von Droste zu Hülshoff (1730–1798), deutscher Kavallerieoffizier und Gutsbesitzer
- Clemens August Droste zu Senden (1745–1772), deutscher Geistlicher, Domherr in Münster
- Clemens-August II. von Droste zu Hülshoff (1760–1826), deutscher Gutsbesitzer
- Clemens-August von Droste zu Hülshoff (1793–1832), deutscher Jurist und Hochschullehrer
- Clemens August Droste zu Vischering (1773–1845), deutscher Geistlicher, Erzbischof von Köln
- Clemens Heidenreich Droste zu Vischering (1832–1923), deutscher Gutsbesitzer und Politiker, MdR
- Constantin Maria von Droste zu Hülshoff (1841–1901), deutscher Franziskaner in den USA

### E
- Everwin von Droste zu Möllenbeck (1592–1661), Gutsbesitzer und Mitglied der Fruchtbringenden Gesellschaft
- Elisabeth von Droste zu Hülshoff (1845–1912), deutsche Schriftstellerin
- Ernst Konstantin von Droste zu Hülshoff (Domherr, 1736) (1736–1799), deutscher Geistlicher, Domherr in Osnabrück und Domdechant in Münster
- Ernst Konstantin von Droste zu Hülshoff (Domherr, 1770) (1770–1841), deutscher Geistlicher, Dompropst in Münster
- Everwin II. von Droste zu Handorf († 1535), Bürgermeister von Münster bis 1534
- Everwin von Droste zu Hülshoff (1567–1604), deutscher katholischer Reformer
- Everwin von Droste zu Möllenbeck (1592–1661), Mitglied der Fruchtbringenden Gesellschaft

### F
- Felix Droste Vischering zu Nesselrode-Reichenstein (1808–1865), Gutsbesitzer und Mitglied des Preußischen Herrenhauses
- Ferdinand von Droste zu Hülshoff (1841–1874), deutscher Ornithologe und Schriftsteller
- Ferdinand Friedrich von Droste zu Erwitte (1683–1728), Domherr in Münster und Paderborn
- Ferdinand Gottfried Droste zu Vischering, Domherr in Münster und Osnabrück
- Ferdinand Philipp von Droste zu Erwitte (1710–1736), Domherr in Münster und Osnabrück

- Franz Friedrich Droste (Politiker, 1753) (1753–1817), deutscher Politiker
- Franz Friedrich Droste (Politiker, 1784) (1784–1849), deutscher Jurist und Politiker
- Franz Otto von Droste zu Vischering (1771–1826), deutscher katholischer Theologe und Publizist
- Friedrich Ferdinand Droste zu Füchten (1719–1770), deutscher Domdechant und Domherr
- Friedrich Wilhelm Droste zu Füchten (1712–1753), Domherr in Münster und Paderborn

### G
- Georg Droste (1866–1935), deutscher Autor
- Gertrud Droste (1898–1945), deutsche Bildhauerin und Architektin
- Gottfried von Droste (1908–1992), deutscher Physiker

### H
- Heinrich Droste (Verleger) (1880–1958), deutscher Verleger
- Heinrich Droste (Politiker) (1896–1972), deutscher Prokurist und Lokalpolitiker
- Heinrich II. von Droste-Hülshoff (1597–1666), Gutsbesitzer und Stammherr
- Heinrich von Droste zu Hülshoff (1827–1887), deutscher Gutsbesitzer und Landrat
- Heinrich-Johann von Droste zu Hülshoff (1735–1798), deutscher Generalleutnant
- Heinrich Johannes Franz von Droste zu Hülshoff (1768–1836), Dompropst zu Münster
- Heinrich Wilhelm Droste zu Hülshoff (1704–1754), kurkölnischer Kämmerer
- Herbert Droste (1934–2020), deutscher Jurist, Verwaltungsbeamter und Oberkreisdirektor im Landkreis Hannover
- Hortense Freifrau Droste zu Hülshoff (* 1947), deutsche Malerin, Musikerin und Schriftstellerin, siehe Hortense von Gelmini

### J
- Jobst Gottfried Droste zu Vischering († 1729), Domherr in Münster
- Jobst Moritz Droste zu Senden (1666–1754), von 1716 bis 1754 Landkomtur der Kammerballei Koblenz des Deutschen Ordens
- Johann IV. Droste zu Hülshoff (1381–1446), Ritter, Ratsherr, Bürgermeister der Stadt Münster, Erwerber von Burg Hülshoff
- Johann V. Droste zu Hülshoff (1421–1462), Ratsherr und Kämmerer der Stadt Münster und Gutsbesitzer von Burg Hülshoff
- Johann VI. Droste zu Hülshoff (1430–1499), Ratsherr und Bürgermeister der Stadt Münster und Gutsbesitzer von Burg Hülshoff
- Johann VII. Droste zu Hülshoff (1467–1539), Ratsherr und Bürgermeister der Stadt Münster und Gutsbesitzer von Burg Hülshoff
- Johann Droste zu Hülshoff (1640–1679), Domherr zu Fritzlar
- Johann Bernhard Droste zu Senden (1658–1713), Domherr in Münster und Speyer sowie Assessor der Landschaftspfennigkammer
- Johann Heinrich von Drost (auch Johann Droste; 1731–nach 1787), preußischer Major und Chef des III. Stehenden Grenadier-Bataillon
- Johann Eberhard von Droste (1662–1726), sächsischer Generalleutnant, Kommandeur der Festung Königstein
- Johann Philipp von Droste zu Erwitte (1684–1734), Domherr in Münster und Paderborn
- Johannes Droste (1886–1963), niederländischer Mathematiker und Physiker
- Jutta Freifrau von Droste zu Hülshoff (1926–2015), letzte Privateigentümerin und Stifterin von Burg Hülshoff

### K
- Karl Friedrich Droste zu Senden (1750–1800), deutscher Geistlicher, Domherr in Münster
- Karl Heinz Droste (1931–2005), deutscher Bildhauer, Grafiker, Maler und Fotograf
- Kaspar Maximilian Droste zu Vischering (1770–1846), Bischof von Münster
- Kati Droste (* 1984), deutsche Rennfahrerin

### L
- Liane von Droste (* 1959), deutsche Journalistin und Buchautorin
- Louise Droste-Roggemann (1865–1945), deutsche Malerin
- Ludwig Droste (1814–1875), deutscher Architekt und Stadtbaumeister

### M
- Magdalena Droste (* 1948), deutsche Kunsthistorikerin
- Manfred Droste (Verleger) (1927–2021), deutscher Verleger
- Manfred Droste (Informatiker), Informatiker
- Maria Droste (Bogenschützin) (* 1957), deutsche Bogenschützin
- Maria Droste zu Vischering (1863–1899), deutsche Nonne und Selige
- Matthias Droste (1792–1864), deutscher Priester
- Mauritz Dietrich Anton Droste zu Senden (1683–1723), Domherr in Münster und Paderborn
- Maximilian Droste zu Vischering-Padberg (1781–1845), deutscher Landrat
- Maximilian Droste zu Vischering (1794–1849), Politiker und Gutsbesitzer
- Maximilian Friedrich von Droste zu Hülshoff (1764–1840), deutscher Komponist
- Maximilian Heinrich Droste zu Vischering (1749–1801), Domherr in Münster
- Meike Droste (* 1980), deutsche Schauspielerin

### P
- Peter Johannes Droste (* 1959), deutscher Historiker, Didaktiker und Gymnasiallehrer
- Placidus von Droste (1641–1700), Fürstabt von Fulda

### S
- Sebastian Droste (1898–1927), deutscher Tänzer, Lyriker und Schauspieler
- Silvia Droste (* 1960), deutsche Jazzsängerin

### T
- Thorsten Droste (1950–2011), deutscher Kunsthistoriker

### W
- Werner Droste (Ingenieur) (1929–1995), deutscher Elektroingenieur und Ingenieurwissenschaftler
- Werner-Constantin von Droste zu Hülshoff (1798–1867), deutscher Politiker, Mitglied des Malteserordens
- Wiglaf Droste (1961–2019), deutscher Journalist, Schriftsteller und Sänger
- Wilderich von Droste zu Hülshoff (* 1948), deutscher Jurist, Autor und Stiftungsvorstand
- Wilhelm Droste (Politiker, 1933) (1933–2020), deutscher Politiker (CDU)
- Wilhelm Droste (Autor) (* 1953), deutscher Autor
- Wilhelm Droste (Politiker, 1960) (* 1960), deutscher Politiker (CDU)